# Relaciones Argelia-Unión Europea
Las relaciones Argelia-Unión Europea son las relaciones exteriores entre el país de Argelia y la Unión Europea.

## Historia
Argelia formó parte de la Comunidad Europea durante su incorporación a la República Francesa, cuando era conocida como la Argelia Francesa y se consideraba parte de la Métropole. Tras su independencia de Francia en 1962, el estatus legal de su relación con la CEE no se resolvió, ya que el texto del Tratado de Roma siguió refiriéndose a Argelia por su nombre como un territorio de ultramar de Francia al que se aplicaban las disposiciones del tratado. En 1976, la Comunidad Económica Europea firmó un tratado con Argelia, formalizando su relación como entidades vecinas.

## Comercio
Argelia mantiene desde 2005 un acuerdo de asociación y un acuerdo de libre comercio con la Unión Europea.
En 2016, el 67% de las exportaciones de Argelia se dirigieron a la UE y el 44% de las importaciones de Argelia procedieron de la UE. Los productos de combustible y minería representaron el 95,7% de las importaciones de la UE desde Argelia en 2017. Los productos químicos representaron el segundo producto exportado más importante, con un valor del 2,9% de las exportaciones de Argelia a la UE. Las principales exportaciones de la UE a Argelia son maquinaria (22,2%), equipo de transporte (13,4%), productos agrícolas (12,8%), productos químicos (12,8%) y hierro y acero (10,2%).
Argelia recibe entre 108 y 132 millones de euros en el marco del Instrumento Europeo de Vecindad. En la actualidad, los fondos se utilizan para promover la eficiencia económica, la gobernanza económica y la diversificación económica, así como para fortalecer la democracia y reducir la contaminación.
Argelia es miembro de la Asociación Euromediterránea. Argelia también recibe financiación en el marco del Instrumento de Cooperación al Desarrollo (ICD), en el marco de programas como el Instrumento Europeo para la Democracia y los Derechos Humanos. En total, estos fondos en el marco del ICD ascendieron a 5,5 millones de euros para 2015-2016.
La Unión Europea está ayudando a Argelia a acceder a la Organización Mundial del Comercio y, al mismo tiempo, mantiene conversaciones informales sobre migración.